# Драгиша Вулин
Драгиша Вулин, (Кључ, 1. август 1964) пуковник Војске Републике Српске у пензији.

## Биографија
Основну школу и Гимназију је завршио 1983. у родном мјесту, Војну академију копнене војске, смјер пјешадија, 1987. у Сарајеву, Генералштабну школу 1998, а Школу националне одбране 2005. године. Магистрирао је 2006. на Филозофском факултету у Бањој Луци, смјер социологија, темом Противрјечности и исходишта мултинационалног друштва Босне и Херцеговине у процесу европских интеграција. Службовао је у гарнизонима Скопље и Книн. Службу у ЈНА завршио је као помоћник команданта батаљона војне полиције за морално-политичко васпитање, у чину капетана. У ВРС је био од 19. маја 1992. до пензионисања, 1. јануара 2006. Био је замјеник команданта батаљона војне полиције, командант батаљона војне полиције, командант пјешадијске бригаде, командант 116. моторизоване бригаде, командант механизоване бригаде, замјеник команданта 1. дивизије ВРС и командант Центра војних школа ВРС „Генерал Рајко Балаћ” у Бањој Луци. Рањен је у марту 1995. на Мајевици. У чин пуковника унапријеђен је 12. маја 2001. Књижевним радом почео се бавити још као гимназијалац, а своје радове објављивао је у бројним листовима и часописима. Члан је Удружења књижевника РС. Живи и ради у Бања Луци.

## Дјела
- Безбједносm државе и нације у глобализацији, Бања Лука 2009.
- Глобално моделовање, Бања Лука 2010.
- Кризно-конфликтни u ратни сукоб - фазно моделовање, Бања Лука 2011.[2]
- Срећна јутра, Бања Лука 1995.
- Жедне ријечи, Бања Лука - Београд, 2001.
- Зрело доба, Бања Лука - Београд, 2002.
- Врела шапутања, Бања Лука - Београд, 2002.
- Из крви и костију, Бања Лука - Београд, 2004.

## Одликовања и признања
- Медаља за храброст